# Quilmes y Los Sueldos
Quilmes y Los Sueldos es una localidad y Comuna Rural situada en el Departamento Leales, en la provincia de Tucumán, Argentina.
Cuenta con aproximadamente 12.400 hab., y se encuentra a 40 km de la capital provincial, por RP 306.
En lo que corresponde a la jurisdicción se encuentran localidades como Villa Fiat, Ing. Leales, Villa Regina, Pala Pala, Erín, La Encantada, los sueldo, Villa Obrera, etc.
Cuenta con su propio club de fútbol: San Fernando que se encuentra jugando la Liga tucumana de fútbol.

## Escuelas, colegios y otros establecimientos
En la zona se encuentran diferentes centros de educación, como la escuela Juan Martin de Pueyrredón, la escuela 226 República del Líbano situada en Villa Fiat, esta también la escuela 381 Ing. Leales, en el ámbito privado se encuentra el colegio ´Parroquial la Asunción, así entre otras instituciones educativas

## Sismicidad
La sismicidad del área de Tucumán (centro norte de Argentina) es frecuente y de intensidad baja, y un silencio sísmico de terremotos medios a graves cada 30 años.
- Sismo de 1861: aunque dicha actividad geológica catastrófica, ocurre desde épocas prehistóricas, el terremoto del 20 de marzo de 1861 (163 años) con 12.000 muertes,[2] señaló un hito importante dentro de la historia de eventos sísmicos argentinos ya que fue el más fuerte registrado y documentado en el país. A partir del mismo la política de los sucesivos gobiernos del norte y de Cuyo han ido extremando cuidados y restringiendo los códigos de construcción.[1] Y con el terremoto de San Juan de 1944 del 15 de enero de 1944 (81 años) los gobiernos tomaron estado de la enorme gravedad crónica de sismos de la región.
- Sismo de 1931: de 6,3 de intensidad, el cual destruyó parte de sus edificaciones y abrió numerosas grietas en la zona[2][1]